# Petar Vasiljević
Petar Vasiljević (Belgrado, 3 de novembro de 1970) é um treinador e ex-futebolista sérvio que jogou como zagueiro central. Atualmente comanda o Osasuna.

## Carreira
A única temporada de Vasiljević na La Liga foi em 1995–96, quando ele começou em 21 de seus 22 jogos no campeonato de Albacete, que classificou em 20ª posição e sofreu o rebaixamento. Depois de deixar o país em 2000, jogou com Rot Weiss Ahlen na Alemanha e FK Obilić, retornando no final da década de Osasuna para trabalhar em várias capacidades (treinador de jovens, co-diretor de futebol).